# Marcello Sgarlata
Marcello Sgarlata (Siracusa, 6 novembre 1927 – Roma, 8 giugno 2004) è stato un politico italiano.

## Biografia
Marcello nasce a Siracusa il 6 novembre 1927 da Francesco Sgarlata e Noemi Spagna. Consegue la maturità classica e si iscrive all'Università degli Studi di Catania, facoltà di giurisprudenza, presso la quale si laurea discutendo una tesi sul Diritto Costituzionale. Nel frattempo milita nell'Azione Cattolica e nella FUCI locale, della quale ottiene la presidenza.

Negli anni giovanili arricchisce i suoi studi giuridici interessandosi alla sociologia, alla teologia e alla filosofia, tutti punti fondamentali della sua formazione futura.

Si diletta nel partecipare a varie attività filodrammatiche e si dedica alla professione di avvocato. Consegue l'abilitazione all'insegnamento, per cui va a insegnare presso istituti
tecnici le materie giuridiche.

Si iscrive all'albo dei pubblicisti dilettanti e partecipa alla pubblicazione di un periodico locale «Il Risveglio».

## Attività politica
La sua attività politica inizia quando aderisce al partito della Democrazia Cristiana e viene eletto dirigente e segretario cittadino.

Successivamente diventa dirigente provinciale e poi consigliere regionale e nazionale. Partecipa a tutti i congressi del partito DC: provinciali, regionali, nazionali. Diventa promotore della Campagna Europea della Gioventù.

Marcello Sgarlata diventa presidente della Provincia di Siracusa, per il periodo che va dal 1959 al 1962. Durante il suo mandato farà importanti opere pubbliche che saranno ricordate in futuro: farà costruire nuove strade, il ponte lungo il fiume Anapo, la caserma dei vigili del fuoco; costruirà nuovi istituti scolastici come l'Istituto Industriale per Chimici e l'Istituto per Geometri a Siracusa, l'Istituto Industriale ad Augusta e a Palazzolo Acreide; l'Istituto Tecnico per l'Agricoltura a Lentini e Pachino, il Liceo Scientifico a Francofonte, Noto, Rosolini e diverse altre opere pubbliche.

Ottiene un vasto consenso popolare nel collegio elettorale di Siracusa, Catania, Messina, Enna e Ragusa. Entra quindi a far parte del Parlamento italiano, partecipando a quattro legislature di seguito: la IV, la V, la VI e la VII.

Si rende artefice del sostegno politico ai prodotti agricoli siciliani in Europa, il quale viene concretizzato con una mozione, che prende il suo nome. Per quell'occasione Marcello terrà un discorso, nel 1969 alla Camera dei Deputati, dal titolo: "Gli agrumi nel M.E.C.".

Il 18 dicembre 1971 viene eletto Sindaco di Siracusa; la sua città natale, per la quale cerca di sistemare le mansioni comunali, allora parecchio deficitarie. Nel frattempo il suo punto di riferimento politico e ideale diventa Aldo Moro, del quale seguirà il pensiero e la linea sociale.

Diventa un convinto sostenitore della linea politica che in quel periodo cerca di unire l'opposizione rappresentata dal PCI (Partito Comunista Italiano), all'epoca guidato da Enrico Berlinguer, al partito della Democrazia Cristiana, pensando che queste due forze politiche possano e debbano dialogare insieme.

Nel 1976 viene chiamato a far parte della Commissione Parlamentare per il parere al Governo sulle norme delegate relative alla Riforma Tributaria, successivamente sarà nominato vicepresidente della stessa.

Nel marzo del 1978 viene nominato, nel IV Governo Andreotti, Sottosegretario di Stato per il Turismo, Spettacolo e Sport, per cui presiede varie commissioni economiche in vari Paesi europei ed extra-europei (Colombia, Ecuador, Madagascar, Mauritius) in modo da rappresentare gi interessi dell'Italia all'estero.

Nel periodo del suo sottosgretariato, Marcello riceverà dei premi come riconoscimento al suo lavoro svolto in quelle occasioni. Nel settore dello spettacolo fa approvare anche una legge che vuole favorire il rilancio della prosa nel teatro italiano.

Ma la situazione politica per Marcello Sgarlata inizia a cambiare e a complicarsi dopo i gravi fatti verificatisi con il sequestro e l'uccisione di Aldo Moro. Quella vicenda infatti scosse molto il mondo politico italiano e la linea socio-politica cominciò a mutare. Sgarlata rimase fedele ai suoi vecchi ideali, convinto moroteo, non vide di buon occhio il nuovo governo Andreotti, dal quale infatti, pur avendo ottenuto nel suo collegio un discreto numero di voti, ne rimase escluso. Vi furono parecchie critiche locali per questa sua esclusione.

Riuscì ancora una volta a diventare consigliere comunale di Siracusa, ma restò per poco a Palazzo Vermexio, i suoi rapporti politici con le correnti locali non erano infatti sereni come una volta e dichiarando di non condividere la situazione politica che si era formata attorno a lui (a suo dire fatta di corruzione), lasciò l'incarico di consigliere.

## Gli anni '80 e le dimissioni dalla DC

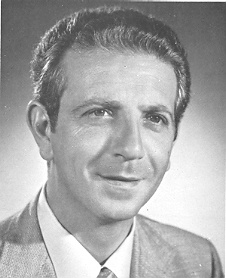
Marcello Sgarlata durante l'ultima legislatura

Successivamente viene chiamato a svolgere il compito di Revisore Ufficiale dei Conti all'Enel. Mantiene questo incarico per cinque anni, nel frattempo continua a svolgere le sue attività; a Sircusa costituisce il “Centro Studi Aldo Moro” e assume varie iniziative su temi di attualità e temi culturali.

Organizza e presiede incontri sui problemi relativi all'industria, le malattie infettive in dermatologia, i problemi ferroviari della Sicilia Sud Orientale e diversi altri.

Si dimostra all'avanguardia nei suoi discorsi europei, pronunciando parole socio-politiche che saranno udite molto spesso negli anni futuri; Marcello sostiene infatti che l'Europa avrà un ruolo sempre maggiore nella vita del Paese. In un suo scritto dal titolo "L'Europa è il nostro futuro" egli vede necessaria un'apertura europea, additandola come unica soluzione alla crisi dei partiti di quegli anni.

E altrettanto contrariato però dalla nuova linea politica della DC in un'intervista rilasciata il 28 febbraio 1987 al quotidiano regionale La Sicilia, Sgarlata dimostra la sua ostilità nei confronti delle nuove regole all'interno del suo partito di appartenenza che prevedono la formazione di due gruppi separati e di un tesseramento.

Da un estratto di quell'intervista:
(Marcello Sgarlata)
Spera ancora in un suo riavvicinamento al partito quando questo viene guidato da un uomo politico di sinistra, Ciriaco De Mita, vedendo nella sua corrente sociale di provenienza una speranza per la ripresa della Democrazia Cristiana. Ma negli ambienti politici della Sicilia orientale, veniva ormai considerato un leader superato, le sue idee non trovavano i consensi dei nuovi esponenti posti alla guida, motivo per il quale decide di dare le dimissioni dalla DC, denunciando un clima teso e non limpido.

Dai suoi archivi è stata ritrovata una lettera, firmata 12 maggio 1987 e indirizzata a De Mita, nella quale spiega i motivi che l'hanno portato alle dimissioni, dopo una così lunga permanenza all'interno di quel partito:
(Marcello Sgarlata)

## L'adesione al Partito Repubblicano Italiano
Marcello, pur avendo lasciato la DC, suo primo e fino a quel momento unico partito, decide di non sparire dal mondo politico e su suggerimento del senatore Giovanni Spadolini, l'allora segretario del Partito Repubblicano Italiano, vi aderisce presentandosi con esso alle elezioni per il collegio senatoriale di Siracusa. Fece una breve campagna elettorale e non riuscì ad ottenere il seggio, ma nonostante la sconfitta ebbe il merito di aver fatto salire, nella sola città di Siracusa, il PRI dal 4,3% al 9,8%, grazie all'affluenza di consensi che ancora si portava dietro.

Sulla sua sconfitta elettorale, un giornalista siracusano, Michele Mangiafico, nel 2002 così scrive:
(Michele Mangiafico, Bimestrale di storia e cultura della città e della Provincia)
Rimane comunque al fianco del suo nuovo partito, prima con Spadolini e poi con Ugo La Malfa, appoggiandone la linea politica. Anche se non fu più parlamentare tenne comunque aperta la sua segreteria a Roma, definendolo un gesto per "mantenere il dialogo con gli amici siciliani in Roma".

Nel 1988 riprende l'attività forense, occupandosi del settore cinematografico.

Muore l'8 giugno del 2004 a Roma, città nella quale ha vissuto venticinque anni della sua vita per portare avanti il suo compito da parlamentare e politico.

## Memoria
La figura del politico è promossa dall'associazione Marcello Sgarlata.
Il "Premio Marcello Sgarlata" è stato ideato nel 2007 e dal 2009 è conferito, alla memoria del politico, per premiare chi si sia distinto nell'operato sociale.